# Mündungsgebiet der Ahr
Mündungsgebiet der Ahr este o arie protejată (arie specială de conservare — SAC, sit de importanță comunitară — SCI) din Germania întinsă pe o suprafață de 125 ha, integral pe uscat.

## Localizare
Centrul sitului Mündungsgebiet der Ahr este situat la coordonatele 50°33′19″N 7°16′15″E / 50.5553°N 7.2708°E.

## Înființare
Situl Mündungsgebiet der Ahr a fost declarat sit de importanță comunitară în martie 2001 pentru a proteja 3 specii de animale. Situl a fost protejat și ca arie specială de conservare în octombrie 2005.

## Biodiversitate
Situată în ecoregiunea continentală, aria protejată conține 5 habitate naturale: Cursuri de apă de la nivel de câmpie la nivel montan, cu vegetație Ranunculion fluitantis și Callitricho-Batrachion, Râuri cu maluri nămoloase cu vegetație de Chenopodion rubri p.p. și Bidention p.p., Liziere de ierburi înalte hidrofile de câmpie și de nivel montan până la alpin, Fânețe de joasă altitudine (Alopecurus pratensis, Sanguisorba officinalis), Păduri aluvionare cu Alnus glutinosa și Fraxinus excelsior (Alno-Padion, Alnion incanae, Salicion albae).
La baza desemnării sitului se află mai multe specii protejate:
- păsări (1): cristeiul de câmp (Crex crex)
- nevertebrate (1): phengaris nausithous (Maculinea nausithous)
- pești (1): somonul (Salmo salar)